# Keith Clanton
Keith Charles Clanton (Orlando, 18 agosto 1990) è un cestista statunitense.

## Palmarès
- Campionato bulgaro: 1

Levski Sofia: 2017-18
- Lega Balcanica: 1

Levski Sofia: 2017-18
- Supercoppa di Svizzera: 1

Massagno: 2023